# Transitologie
 (novembre 2017).
La transitologie est l’étude du processus de changement d’un régime politique à un autre, notamment d’un régime autoritaire vers un régime démocratique. Cette discipline prend un essor particulier dans les années 1980 autour de travaux académiques tels que ceux présentés par Guillermo O’Donnell et Philippe C. Schmitter, co-auteurs de l’ouvrage "Transitions from Authoritarian Rule: Tentative Conclusions About Uncertain Democracies", publié en 1986.

## Définition
La transitologie, dans le cas d’une transition démocratique se fait en deux temps communément acceptés, celui de la démocratisation puis de consolidation. La transition peut avoir lieu dans des conditions très différentes. Elle s'étale en général sur plusieurs années et des contextes divers où le niveau de développement tout comme l'existence antérieure d'un système démocratique sont des facteurs favorisant le succès de cette transition.
Pour Huntington les démocratisations s’effectuent par vagues, il en distingue trois. La première tendance, de 1820 à 1920, un peu avant les révolutions libérales qui traversent l’Europe. Elle concerne nombre de pays européens et d’Amérique du Nord mais aussi le Japon et quelques pays d’Amérique du Sud (Argentine, Chili et Uruguay). L’entre-deux-guerres on assiste à un “premier reflux” avec la transition de certains pays vers un régime autoritaire. La deuxième vague de démocratisation commence avec la libération de nombreux pays d’Europe occidentale par les Alliés à la fin de la Seconde Guerre mondiale, auxquels s’ajouteront bientôt des pays d’Amérique latine et des pays issus de la décolonisation. Un nouveau reflux autoritaire commence à la fin des années 1950 au cours duquel certaines nouvelles démocraties tombent à nouveau dans l’autoritarisme. Ce nouveau reflux autoritaire ne concerne cette fois-ci pas l’Europe, mais plutôt les pays d’Amérique latine (coups d’État militaires en Amérique du Sud: Pérou en 1962, Brésil et Bolivie en 1964, Argentine en 1966, Équateur en 1972, Uruguay et Chili en 1973) et ceux issus de la décolonisation, notamment en Asie (Pakistan, Corée du Sud, Philippines, Indonésie, Inde, etc.). La troisième vague de démocratisation débute au milieu des années 1970 avec la révolution des Œillets au Portugal, puis la chute du franquisme en Espagne, de nombreux pays latino-américains retournèrent à des gouvernements civils. Enfin, à la fin des années 1980 la chute de l’URSS permit le développement de la démocratie dans de nombreux pays d’Europe centrale et orientale. Samuel Huntington a écrit son ouvrage en 1991 et ne s’est donc pas prononcé sur la suite. Nombreux sont toutefois les observateurs à estimer que la troisième vague s’est arrêtée quelque part au milieu des années 2000. Se pose aujourd’hui la question d’une quatrième vague de démocratisation correspondant aux “révolutions” du printemps arabe.
Ces vagues de transitions et les études sur la démocratisation de régimes qu’elles ont suscitées dans les revues de sciences sociales ont donné naissance à ce qu’on appelle la transitologie puis en ont rythmé les critiques et les évolutions.

## Le principe de transition

### Définition de Guillermo O’Donnell et Philippe.C Schmitter
La période de transition désigne “un intervalle entre un régime politique et un autre”, un laps de temps qui serait délimité de chaque côté par un régime politique présumé stable. La transitologie ne serait pas vue comme existant d’un seul tenant mais les auteurs considèrent plutôt une double transition, une transition vers la démocratie et une transition vers la démocratie consolidée (principe de consolidation). Ils suggèrent que le changement politique n’est pas incompatible avec l’institutionnalisation. O’Donnell, Schmitter mais aussi Przeworski nous font remarquer l’importance du comportement des élites dans ce processus. Pour Michel Dobry, à l’approche de l’effondrement d’un régime autoritaire, période de “crise multisectorielle”, on note une division au niveau politique entre “jusqu’au-boutistes” et réformateurs dans l’appareil étatique (parti unique, armée, dirigeants…).

### Selon Thomas Carothers
Thomas Carothers ajoute cinq critères à cette définition, en effet le pays autoritaire ne transite pas forcément vers une démocratie, le moment des premières élections est un indicateur fort de la transitologie, enfin il existerait sinon deux mais trois périodes à la transitologie que sont l’ouverture du pays (libéralisation), un changement important qu’est le vote (seuil) et enfin la consolidation par, notamment, l’institutionnalisation.

## Le principe de consolidation
La consolidation est une phase distinguée de celle de la transition qui la précède. Ainsi, pour Philippe Schmitter, les règles qui vont être instituées durant la période de transition doivent encore être consolidées jusqu'à devenir l’unique référent des comportements politiques. Ce concept repose sur la question de l’institutionnalisation des nouvelles règles du jeu politique. Cette perspective diffère assez radicalement des théories de la modernisation. En effet, celles-ci considèrent que l’émergence de nouveau régime n’était que la manifestation visible des changements des habitudes, des mentalités et des comportements sociaux, et donc la question de la stabilisation d’un régime ne se posait pas. Les théories de la consolidation tendent à privilégier l’étude du “consensus social” qui se forme autour des nouvelles ressources institutionnelles et procédurales. Ces théories voient dans ce consensus non pas l’agrégation d’une multitude de choix mais plutôt un effet engendré par l’existence même de nouvelles règles et institutions. C’est par cela que l’on entend généralement les termes d’“habituation” (Rustow, 1970, p. 358-361) ou d’“assimilation” (Whitehead, 1989, p. 79). L’usage de ce concept est cependant hautement problématique et la notion ne fait pas l’objet d’un accord entre les auteurs. Les théories de la consolidation tendent à définir de façon arbitraire quels sont les acteurs à prendre en considération. Selon Valenzuela (1992, p. 72), un régime est considéré lorsque les acteurs “significatifs” ou “majeurs” agissent en accord avec les règles ou dans un horizon temporel ne supposant pas de changement de régime.

## Les théories du passage à la démocratie
Les observateurs se sont interrogés sur les conditions qui facilitent l’instauration et la consolidation d’un régime démocratique. Ces passages à la démocratie ont d’abord été décrits de manière un peu simpliste comme étant le résultat automatique d’un processus de modernisation. Cette conception a été critiquée afin de formuler des schémas plus complexes croisant de multiples dimensions.

### Les théories de la modernisation
En 1959, Seymour Martin Lipset s’intéresse aux théories de la modernisation qui constituent un point de départ pour toute réflexion sur le passage à la démocratie. Elles lient le degré de démocratisation au développement socio-économique et au niveau de modernisation du pays. Lipset s’appuie sur une comparaison ambitieuse entre des pays classés en fonction de leur système politique comme des démocraties stables, des démocraties instables ou des dictatures. Empiriquement, le degré de démocratisation est corrélé statistiquement à l’état d’un pays en termes de richesse, d’industrialisation, d’urbanisation ou d’éducation. La thèse de Lipset se résume en quelques mots : « the more well-to-do a nation, the greater the chances that it will sustain democracy ». Il s’agit dès lors d’une analyse corrélationnelle, d’une approche quantitative centrée sur des variables plutôt que sur des cas.
Les théories de la modernisation laissent fortement penser qu’il existe des préconditions fonctionnelles à la démocratie. Le pluralisme politique, lui-même inhérent à la démocratie, est vu comme le résultat d’un processus de différenciation sociale progressif.

## Les différents modes de transition
Un grand nombre de typologies ont été proposées en fonction des rythmes de démocratisation, des acteurs engagés, des stratégies et des ressources employées. En 1991, Terry Lynn Karl et Philippe C. Schmitter ont proposé une classification intéressante. Leur étude se base sur deux questions principales. La première vise à identifier l’acteur principal de la transition. Deux réponses envisageables découlent de cette question: l’élite ou le peuple. La deuxième question analyse la stratégie employée lors de cette transition, c’est-à-dire à savoir s’il s’agit d’une décision unilatérale ou, au contraire, d’un compromis multilatéral. 
|                 |       | Stratégie adoptée | Stratégie adoptée |
| --------------- | ----- | ----------------- | ----------------- |
| Compromis       | Force |                   |                   |
| Acteur dominant | Elite | Pacte             | Imposition        |
| Acteur dominant | Masse | Réforme           | Révolution        |

Ainsi, Terry Lynn Karl et Philippe C. Schmitter identifient quatre modes de transition. Le pacte (conservative reform) correspond à un compromis multilatéral entre élites, les élites anciennes et les élites nouvelles. La restauration de la démocratie en Uruguay, par exemple, résulte de négociations secrètes entre les militaires et les partis politiques autorisés qui ont organisé la tenue d’élections en 1984 et ont adopté une loi d’amnistie en 1986. L’imposition (revolution form) correspond quant à elle à une décision unilatérale des élites. C’est par une décision unilatérale que les dirigeants de l’époque ont décidé de mettre fin au régime communiste en 1990. La réforme (reform from below) est une décision imposée par les masses sans recours à la force. Enfin, la révolution (social revolution) correspond à un processus unilatéral imposé par la “masse” par la force. La Tunisie représente l’exemple le plus récent de révolution.

## Critiques et remises en question de la transitologie classique
Mise à part la volonté prononcée d’élaborer des lignes directrices pour toute transition, on retrouve dans la littérature spécialisée un langage révélateur d’une certaine conception prescriptive et déterministe ; déterministe non pas d’un point de vue épistémologique, mais dans le sens où les “leçons” ou “recettes” héritées des observations passées sont souvent propagées de manière mécanique. Par conséquent, une certaine transitologie a tendance à généraliser à l’extrême ses théorèmes institutionnels pour arriver à des conclusions qui sont présentées comme des acquis scientifiques. À ce propos Valérie Bunce relève une incongruité dans la mesure où les nouveaux régimes politiques de l’Europe de l’Est – après s’être débarrassé du “socialisme scientifique” – sont maintenant informés par des  “experts” occidentaux qu’il existe “une démocratie et un capitalisme scientifiques” imposables du haut vers le bas.
De nombreux auteurs, comme Michel Dobry ou Assia Boutaleb dénonce ainsi la perspective téléologique de la transitologie classique. La focalisation sur la démocratie espérée peut, selon eux, altérer la rigueur d’analyse portée sur ces périodes de transitions. Simon Bromley dans "Rethinking Middle East Politics" remarque que dans les pays Arabes cet a priori « conduit les chercheurs à se focaliser sur ce qui manque, ce qui n’est pas arrivé, et à courir à la poursuite d’un non-fait qui serait la question analytique centrale à résoudre ».
Par conséquent, sans vouloir nier les mérites et les effets positifs de la transitologie, on peut s’interroger sur ses capacités analytiques : elle ne propose aucune alternative au modèle de la démocratie libérale et de l’économie de marché ; modèle trop souvent perpétué sans questionnement critique par une certaine ingénierie politico-sociale.

### La critique de Huntington
Les théories de la modernisation ont fait l’objet de remises en cause notamment par Samuel Huntington dans Political Order and Changing Societies (1968) qui porte sur l’automaticité supposée des processus de démocratisation. L’analyse de Huntington met en relief la question de la stabilité et de l’efficacité de l’autorité politique qui constituent, selon lui, des caractéristiques normatives et substantielles du pouvoir politique. La distinction fondamentale selon l’auteur n’est pas celle qui oppose les démocraties aux autres régimes mais celle qui sépare les régimes où le gouvernement gouverne de ceux où ce n’est pas le cas. Ce sera le caractère principal de la consolidation. Il élabore ainsi une théorie qui explique la stabilisation des régimes par des facteurs intrinsèques et non pas extérieurs au régime.

### Changement paradigmatique dans les années 1990
À travers son livre "étude de la transitologie au sein des pays africains jusqu’au monde arabe" Céline Thiriot mentionne un changement de paradigme. Si dans un premier temps les variables économiques institutionnelles, culturelles et sociales étaient étudiées en tant que contextes, au cours de la deuxième génération d’étude de la transitologie ces variables sont étudiées en tant que faits historiques qui sont les causes de la transition démocratique.  

## Exemples

### L’Amérique Latine
À la fin des années 1970, les dictatures de style “bureaucratico-militaires” installées en Amérique Latine depuis les années 1960 vont laisser une à une la place à des régimes démocratiques de façon pacifique et non sous les coups d’une force armée. Équateur 1978, Pérou 1980, Bolivie 1982, Argentine 1983, Uruguay 1984, Brésil 1985, Chili 1989. Même si ce groupe de pays présente des points communs, chaque pays est un cas de transition singulier.

#### Chili
On retrouve ce cas de figure au Chili avec les opposants au capitalisme ayant subi des tortures. En effet, des liens peuvent être faits entre le désenchantement d’une partie de la population, croyant à un autre modèle de gouvernance, et la paupérisation de cette même population en raison d'une économie peu stable. Le contexte chilien sous Pinochet est le développement d’une politique basée sur une doctrine de sécurité nationale. Le Conseil de Sécurité Nationale, création de la Constitution de 1980, va exercer une tutelle militaire sur les institutions civiles. En 1989, Aylwin fait en sorte de mettre en place une nouvelle justice à la fois sociale et en matière des droits de l’Homme. L’exemple le plus significatif est la création de la commission nationale pour la Vérité et la Réconciliation le 25 avril 1990.

### Europe Centrale
Une nouvelle vague de transitions apparaît en URSS dès 1986 avec Mikhaïl Gorbatchev.  Cette vague fait suite aux mobilisations populaires dans les différents pays de l’ancien bloc soviétique comme en Roumanie, en Pologne, en Hongrie ou dans les Pays Baltes. La destruction du mur de Berlin en novembre 1989 symbolise cette nouvelle série de transitions dans l’Europe centrale. C’est à partir de cette année que des élections libres sont organisées.

#### Pologne
Le changement de régime en Pologne montre bien le jeu des saillances, et le poids du contexte de fluidité dans la définition des situations et dans la dynamique des transitions. Après les discussions de la Table Ronde de février 1989, la situation était claire, bien définie entre les acteurs : instauration du pluralisme syndical, promesse de légaliser Solidarité, restauration de la liberté d'association et d'opinion (média), mise en place d'un système parlementaire à deux chambres et d'un Président de la République doté de pouvoirs étendus, élu par le Parlement. Ainsi établies, les nouvelles règles devaient assurer la domination du POUP sur le régime de transition (jusqu'aux élections libres prévues pour 1993). L'opposition n'aurait droit qu'à 35 % des sièges à la Diète. Mais les élections du 5 juin 1989 (où Solidarité emporte la totalité des 161 sièges qui lui étaient accordés à la Diète et 99 % des sièges au Sénat) remettent en cause le scénario défini par le pacte de la Table Ronde. Le jeu, « sectorisé », normalisé, par cet accord entre dans une nouvelle dynamique conflictuelle : l'été 1989 connaît un regain de mobilisation multisectorielle, une intensification de la fluidité politique. Les règles du jeu acceptées par Solidarité six mois plus tôt sont annulées et la situation se redéfinit au fil des coups. Dans ce contexte d'incertitude, de quasi-double pouvoir, l'apostrophe d'A. Michnick (« À Vous le Président, à Nous le Premier ministre ») cristallise les interprétations. Les calculs, les anticipations des divers acteurs sont « pris » par cette interprétation qui s'impose comme seule légitime. Désormais, c'est autour de cette « saillance », de cette solution focale que se redéfinit la situation, que se structurent les nouveaux rapports de force, que se façonne le nouveau régime.

### Afrique
L’Afrique a fait l’objet d’une attention particulière dans le champ de la transitologie au cours des vingt dernières années. La décolonisation de nombreux pays et, en parallèle, la réticence ou la difficulté à adopter un régime démocratique, ont permis certains ajustements théoriques. Dans le contexte africain, il est généralement observé, à la suite de la décolonisation, une phase autoritaire avec la présence d’un parti unique malgré un désir postcoloniale de pluralisme et de démocratie tant la tenue d'élection et institutionnalisation de traditions démocratiques semblent complexes. Cela fut le cas en Afrique du Nord mais également en Afrique subsaharienne (Mozambique).

#### L’Algérie
L’Algérie, après plus d’un siècle de colonisation française et près de trente ans d’autoritarisme a connu la première élection municipale pluraliste en 1990, puis sa première élection législative en 1991. Cependant si la transition démocratique semble achevée de manière formelle, reste encore le défi d’inclure la population et les partis politiques dans le système démocratique. Au cours d'une étude empirique, Myriam Aït Aoudia, analyse les difficultés dans le cas algérien concernant la première élection législative libre pluraliste. À la suite de l'effondrement du régime du parti unique (le FLN), le président Chadli Bendjedid décide d’organiser les premières élections législatives libres dans le cadre d’un processus de démocratisation. Dans le cadre de cette élection trois partis tentent d’accéder au pouvoir, le Front Islamique du Salut, Le front de libération national ainsi que le front des forces socialistes. Dans ce contexte de compétition politique chaque parti fait face à un manque de ressource humaine et matérielles, et surtout à un manque de connaissance du système électoral et de la compétition politique. Des difficultés apparaissent concernant l’élaboration des programmes, l'organisation de la campagne, les stratégies politiques afin de toucher un électorat, à la fois à l’échelle régionale et nationale, et enfin les logiques de coalitions. Les acteurs politiques de cette première élection ont dû faire face à de sérieux déficit organisationnel notamment par le manque de candidat et le manque d'implantation territoriale. Après leurs victoires électorales les partis ont dû rapidement acquérir les connaissances nécessaire en termes de gestion publique et du fonctionnement des institutions.
Si le processus démocratique peut être considéré comme abouti de manière formelle, par la mise en place d’élection libre, il apparaît qu'inclure les acteurs de la vie démocratique et les citoyens dans un processus d’élection pluraliste reste une tâche complexe face au manque de connaissance.